# Oberbürgermeisterwahl in Frankfurt am Main 2012
Bei der Oberbürgermeisterwahl in Frankfurt am Main 2012 wurde in einer Stichwahl der SPD-Kandidat Peter Feldmann zum Oberbürgermeister von Frankfurt gewählt. Die Wahl fand aufgrund des Rücktrittes von Petra Roth ein Jahr früher statt als vorgesehen.

## Kandidaten
Für die CDU trat der hessische Innenminister Boris Rhein an. Die Grünen, die gemeinsam mit der CDU die Frankfurter Stadtregierung stellten, schickten die Umweltdezernentin Rosemarie Heilig ins Rennen. Bei der SPD konnte sich Peter Feldmann gegen den ehemaligen Landtagsabgeordneten Michael Paris durchsetzen. Für die Linkspartei trat die Landtagsabgeordnete Janine Wissler an. Ein weiterer prominenter Bewerber war der Satiriker Oliver Maria Schmitt, der für Die PARTEI antrat. Außerdem kandidierten:
- Herbert Förster (PIRATEN)
- Ursula Fechter (FAG)
- Carl Maria Schulte (unabhängig)
- Harald Frenzel (unabhängig)
- Jean Jules Tatchouop (unabhängig)

Die FDP stellte keinen eigenen Kandidaten auf und unterstützte Boris Rhein. Wahlkampfthemen waren unter anderem die schlechte Wohnungssituation in Frankfurt und der Ausbau des Frankfurter Flughafens.

## Ergebnis

### Erster Wahlgang
Der erste Wahlgang fand am 11. März 2012 statt.
| Name                 | Partei     | Prozent |
| -------------------- | ---------- | ------- |
| Boris Rhein          | CDU        | 39,1    |
| Peter Feldmann       | SPD        | 33,0    |
| Rosemarie Heilig     | GRÜNE      | 14,0    |
| Ursula Fechter       | FAG        | 4,0     |
| Janine Wissler       | DIE LINKE  | 3,8     |
| Herbert Förster      | PIRATEN    | 3,8     |
| Oliver Maria Schmitt | Die PARTEI | 1,8     |
| Harald Frenzel       |            | 0,2     |
| Jean Jules Tatchouop |            | 0,2     |
| Carl Maria Schulte   |            | 0,1     |

Die Wahlbeteiligung lag bei 37,5 Prozent.

### Stichwahl
Da im ersten Wahlgang kein Kandidat die absolute Mehrheit der Stimmen auf sich hatte vereinigen können, fand am 25. März 2012 eine Stichwahl zwischen Boris Rhein und Peter Feldmann statt. Die Frankfurter Grünen-Spitze unterstützte Boris Rhein, was zu innerparteilichen Konflikten führte. Viele Wähler, die im ersten Wahlgang Heilig gewählt hatten, stimmten offenbar in der Stichwahl für Feldmann.
| Name           | Partei | Prozent |
| -------------- | ------ | ------- |
| Peter Feldmann | SPD    | 57,4    |
| Boris Rhein    | CDU    | 42,6    |

Die Wahlbeteiligung lag bei 35,1 %